# 黃熒
黃熒（1440年—？），字敦實，号易斋，福建漳州府龍溪縣人，民籍。明朝政治人物。進士出身。

## 生平
福建鄉試第八十七名。成化八年（1472年）壬辰科會試第二百四十九名，殿試登進士第三甲第四十二名，授玉山縣知縣，擢監察御史，累官至四川按察副使。

## 家族
曾祖父黃從貞。祖父黃遜民。父亲黃友立。